# Diathoneura plumata
Diathoneura plumata är en tvåvingeart som beskrevs av Oswald Duda 1927. Diathoneura plumata ingår i släktet Diathoneura och familjen daggflugor.
Artens utbredningsområde är Bolivia. Inga underarter finns listade i Catalogue of Life.